# 平成15年台風第4号
平成15年台風第4号（へいせい15ねんたいふうだい4ごう、アジア名：リンファ/Linfa）は、2003年5月に発生し、日本に上陸した台風である。

## 概要

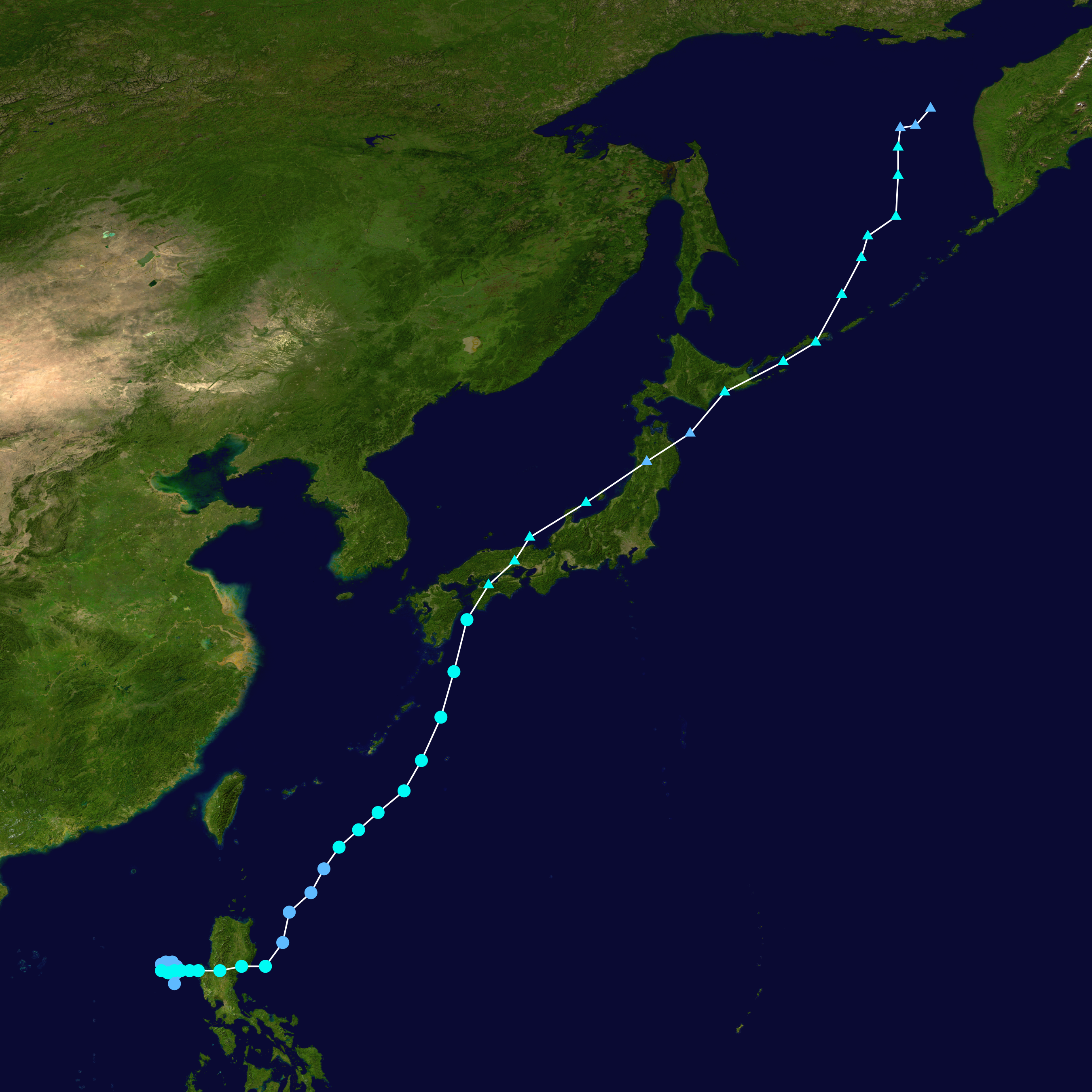
進路図

2003年5月25日15時に、ルソン島の西海上で熱帯低気圧が発生し、反時計回りの進路を取って、26日9時に南シナ海で台風4号となり、アジア名「リンファ（Linfa）」と命名された。命名国はマカオで、蓮を意味する。なお、フィリピン大気地球物理天文局（PAGASA）はこの台風について、フィリピン名「チェデン（Chedeng）」と命名している。台風は東に進みながら発達を続け、27日にルソン島に上陸。上陸中は一時的に勢力が衰えたものの、進路を北東に変えて再発達し、30日3時に沖縄の南海上で最盛期を迎えた。その後は南大東島の近海を進み、北北東に進んだ台風は九州の東海上を通り、31日6時半頃に愛媛県宇和島市付近に上陸。31日9時に同県西条市付近で温帯低気圧に変わった。温帯低気圧は北東に進み、6月2日にはオホーツク海に達し、4日に消滅した。
台風が5月に日本に上陸したのは38年ぶりのことで、観測史上3番目の早さであり、四国地方へ上陸した台風としては最も早い上陸となった。
| 順位 | 名称                              | 国際名 | 上陸日時               | 上陸地点              |
| ---- | --------------------------------- | ------ | ---------------------- | --------------------- |
| 1    | 昭和31年台風第3号                 | Thelma | 1956年4月25日 7時30分  | 鹿児島県/大隅半島南部 |
| 2    | 昭和40年台風第6号                 | Amy    | 1965年5月27日 12時     | 千葉県/房総半島       |
| 3    | 平成15年台風第4号                 | Linfa  | 2003年5月31日 6時30分  | 愛媛県宇和島市付近    |
| 4    | ジュディ台風（昭和28年台風第2号） | Judy   | 1953年6月7日 9時       | 熊本県八代市付近      |
| 5    | 平成16年台風第4号                 | Conson | 2004年6月11日 16時     | 高知県室戸市付近      |
| 6    | 昭和38年台風第3号                 | Rose   | 1963年6月13日 22時     | 高知県宿毛市付近      |
| 7    | 平成24年台風第4号                 | Guchol | 2012年6月19日 17時     | 和歌山県南部          |
| 8    | 平成9年台風第7号                  | Opal   | 1997年6月20日 11時30分 | 愛知県豊橋市付近      |
| 9    | 昭和53年台風第3号                 | Polly  | 1978年6月20日 18時     | 長崎県/西彼杵半島     |
| 10   | 平成16年台風第6号                 | Dianmu | 2004年6月21日 9時30分  | 高知県室戸市付近      |

## 影響・被害
台風と前線の影響で、5月30日には西日本で雨となり、台風が接近した九州や四国では，宮崎県北方町で日降水量287mm、 高知県佐川町で262mmに達するなど、一部で大雨となった。31日には、三重県御浜町で日最大1時間降水量93mm、神奈川県藤沢市辻堂で75mmとなるなど、四国から関東地方にかけての太平洋側で猛烈な雨となり、主な日降水量は三重県尾鷲市で464mm、静岡県中伊豆町天城山で296mm、徳島県上勝町福原旭で238mmなどに達した。紀伊半島などでも降り始めからの総雨量が300mm以上になったという。また、室戸岬で最大風速33.3m/s（最大瞬間風速39.0m /s）を観測したほか、西日本を中心に強風となった。6月1日には、台風から変わった低気圧の影響で、中部地方や北日本を中心に雨が降った。この大雨により、徳島県では増水した河川に流されて1人が死亡した。また、降水量が多かった高知県・徳島県・三重県・神奈川県を中心に山崩れや崖崩れなどの土砂災害や住家の浸水被害などが発生した。そのほか、各地で強風による交通機関の障害、農作物への被害なども相次いだ。